# Baccharis artemisioides
Baccharis artemisioides é uma espécie de planta do gênero Baccharis, também chamada de altamisa.

## Taxonomia
A espécie foi descrita em 1840 por George Arnott Walker-Arnott e William Jackson Hooker.